# Michael Irvin
Michael Jerome Irvin (* 5. März 1966 in Fort Lauderdale, Florida) ist ein ehemaliger US-amerikanischer American-Football-Spieler auf der Position des Wide Receivers. Er spielte für die Dallas Cowboys in der National Football League (NFL) und gewann mit ihnen dreimal den Super Bowl.

## College
Irvin spielte zunächst Football an der St. Thomas Aquinas High School seiner Geburtsstadt, bevor er von der University of Miami ein Stipendium erhielt. Irvin, Nickname: „The Playmaker“ brach als Wide Receiver von 1985 bis 1988 in deren Footballmannschaft zahlreiche Rekorde, so für die Anzahl der meisten Passfänge von 143 und die meisten erzielten Yards mit 2423. Schnell wurden die Scouts der NFL auf ihn aufmerksam.

## NFL
1988 wurde Irvin von den Dallas Cowboys als 11. Spieler in der ersten Runde des NFL Drafts 1988 ausgewählt. In seinem Rookiejahr erhielt Irvin zunächst nur wenig Möglichkeiten sich zu beweisen, trotzdem erzielte er fünf Touchdowns. Bedingt durch eine Knieverletzung kam er im darauffolgenden Jahr nur in sechs Spielen zum Einsatz. Ein Umbruch bei den Cowboys verhalf Irvin dann aber zum Durchbruch.
Irvin überzeugte durch seine Schnelligkeit und Fangsicherheit. Hinzu kam, dass die Cowboys über zahlreiche gute Angriffsspieler verfügten, die von Troy Aikman eingesetzt wurden und das Team schwer berechenbar machten.
Irvin gewann mit seiner Mannschaft dreimal den Super Bowl: Im Super Bowl XXVII gegen die Buffalo Bills mit 52:17, im Super Bowl XXVIII erneut gegen die Mannschaft aus Buffalo mit 30:13 und im Super Bowl XXX gegen die Pittsburgh Steelers mit 27:17.
Irvin erzielte während seiner Karriere 65 Touchdowns in der Regular Season und acht in den Play-offs. Er erzielte einen Raumgewinn von 11.904 Yards bei 750 Passfängen. 1999 wurde er in einem Spiel gegen die Philadelphia Eagles derart hart getroffen, dass er aufgrund einer Wirbelsäulenverletzung seine Karriere beenden musste.

## Abseits des Spielfelds
Irvin kam immer wieder mit dem Gesetz in Konflikt. So wurde er 1996 wegen Kokainbesitzes zu einer Geldstrafe verurteilt und durch die NFL für mehrere Spiele gesperrt. Aufgrund einer falschen Beschuldigung wurde er im gleichen Jahr des sexuellen Missbrauchs bezichtigt. Es kam zu keiner Verurteilung.

## Ehrungen
Irvin wurde fünfmal in den Pro Bowl gewählt. 1992 wurde er im Pro Bowl zum MVP gewählt. Irvin ist Mitglied des National Football League 1990s All-Decade Teams und der Pro Football Hall of Fame sowie der Texas Sports Hall of Fame. Er ist Mitglied des Dallas Cowboys Ring of Honor. Irvin ist verheiratet und hat vier Kinder.

## Nach der Karriere
Irvin arbeitete als Moderator beim Fernsehen und kommentierte Footballspiele. 2007 wurde er von ESPN entlassen. 2005 trat er als Schauspieler in Erscheinung. Im Film Spiel ohne Regeln von Peter Segal spielte er neben Adam Sandler und verkörperte die Rolle des Deacon Moss.
Für den amerikanischen Sender Spike adaptierte er das Konzept der Sendung American Idol im American-Football-Background. Der Gewinner erhielt einen Platz auf dem 80-Mann-Trainingsroster der Dallas Cowboys für die Saison 2009. Die Sendung wurde im Frühjahr 2009 ausgestrahlt. 2015 spielte er als sich selbst bei Nickelodeon Serie Bella and the Bulldogs (01.06) mit. Weiterhin hatte er einen Gastauftritt bei Criminal Minds in Staffel 11, Folge 3.